# Franz Lebert
Die Spedition Franz Lebert & Co. Int. Spedition GmbH & Co. KG mit Sitz in Kempten (Allgäu) ist ein deutsches Logistikunternehmen. Das Unternehmen unterhält fünf Standorte mit etwa 400 Mitarbeitern.

## Unternehmensgeschichte
1954 wurde das Unternehmen Franz Lebert KG Kempten gegründet. Ein Jahr später folgten nationale Linienverkehre. Es folgten Lagerhaltertätigkeiten für die Allgäuer Milchwirtschaft. In den 1950ern und 1960er Jahren gründete das Spediteurunternehmen weitere Tochterunternehmungen, unter anderem in Österreich.
1962 folgten erste europäische Linienverkehre. Im Jahr 1982 wurde eine neue Speditionsanlage in Ursulasried, einem Ortsteil von Kempten, erbaut. Im Jahr 1995 hatte Lebert 500 Mitarbeiter in fünf Niederlassungen sowie 200 Lastwägen. Seit 1999 ist Lebert ein CargoLine-Mitglied, wurde daraufhin 2003 und 2009 Partner des Jahres bei dieser Kooperation.
Im Rahmen der Sea Transport Alliance kooperiert Lebert seit 2007, im Bereich der See- und Luftfracht, mit der Hamburger Spedition NAVIS Schiffahrts- und Speditions-Aktiengesellschaft.
Anfang 2019 wurde Lebert durch die C.E. Noerpel GmbH übernommen.

## Standorte
- Kempten (Allgäu)
- Baienfurt/Bad Waldsee
- Kreuzlingen
- Appenzell